# Campionato europeo femminile FIRA 2002
Il campionato europeo femminile 2002 fu la 7ª edizione del torneo europeo di rugby a 15 femminile organizzato da FIRA - AER.
Il torneo si tenne in Italia tra il 20 e il 23 marzo 2002 e fu ospitato da San Donà di Piave e Treviso.
Si disputò tra quattro squadre e vincitrice fu, per la prima volta, l'Italia che batté in finale la Svezia per 35 a 24.

## Formula
Il torneo si svolse con la formula della Final Four: nella prima giornata si tennero le semifinali, una a Treviso e l'altra a San Donà di Piave; nella seconda giornata, a Treviso, si tennero le finali per il terzo posto tra le perdenti le semifinali e quella per il titolo tra le due vincenti.

## Squadre partecipanti
- Germania
- Italia
- Paesi Bassi
- Svezia

## Risultati
|  | Semifinali  | Semifinali  | Semifinali |        |        | Finale          | Finale          | Finale          |  |
|  |             |             |            |        |        |                 |                 |                 |  |
|  | Paesi Bassi | Paesi Bassi | 20         |        |        |                 |                 |                 |  |
|  | Paesi Bassi | Paesi Bassi | 20         |        |        |                 |                 |                 |  |
|  | Svezia      | Svezia      | 22         |        |        |                 |                 |                 |  |
|  | Svezia      | Svezia      | 22         |        | Svezia | Svezia          | 24              |                 |  |
|  |             |             |            |        | Svezia | Svezia          | 24              |                 |  |
|  |             |             | Italia     | Italia | 35     |                 |                 |                 |  |
|  | Italia      | Italia      | Italia     | Italia | 35     | 16              |                 |                 |  |
|  | Italia      | Italia      |            |        |        | 16              |                 |                 |  |
|  | Germania    | Germania    | 0          |        |        | Finale 3º posto | Finale 3º posto | Finale 3º posto |  |
|  | Germania    | Germania    | 0          |        |        |                 |                 |                 |  |
|  |             |             |            |        |        |                 |                 |                 |  |
|  |             |             |            |        |        | Paesi Bassi     | Paesi Bassi     | 10              |  |
|  |             |             |            |        |        | Paesi Bassi     | Paesi Bassi     | 10              |  |
|  |             |             |            |        |        | Germania        | Germania        | 12              |  |

### Semifinali
| Treviso 20 marzo 2002 | Paesi Bassi | 0 – 22 referto | Svezia | \| Arbitro: \| Piotrowicz \| |
| Arbitro:              | Piotrowicz  |                |        |                              |

| Arbitro: | Barros |

|                        |      |  |
| Gini 21’ L. Stefan 76’ | mt   |  |
| Zanetti 22’            | c.p. |  |
| Zanetti 10’            | drop |  |

### Finale per il 3º posto
| Treviso 23 marzo 2002 | Germania | 12 – 10 referto | Paesi Bassi | \| Arbitro: \| Saunders \| |
| Arbitro:              | Saunders |                 |             |                            |

### Finale
| Arbitro: | Chouldjian |

|                                                                        |      |                              |
| Morri 8’ Pizzati 14’, 35’ Gini 24’ Nacca 65’ Sartorato 75’ Bisetto 77’ | mt   | 26’ Bohlin 79’ Bengtsson     |
|                                                                        | tr   | 79’ Bengtsson                |
|                                                                        | c.p. | 19’, 40’, 49’, 69’ Bengtsson |